# Campionati mondiali di tiro a volo 1936
I campionati mondiali di tiro 1936 furono la quinta edizione dei campionati mondiali di questo sport e si disputarono a Berlino. La nazione più medagliata fu l'Ungheria.

## Risultati

### Uomini

#### Fossa olimpica
| Evento      | Oro                                                                    | Oro       | Argento      | Argento   | Bronzo        | Bronzo    |
| Evento      | Atleta                                                                 | Risultato | Atleta       | Risultato | Atleta        | Risultato |
| Individuale | Józef Kiszkurno                                                        | 273       | Gyula Halasy | 272       | Kurt Schöbel  | 270       |
| A squadre   | Ungheria Istvan Strassburger Gyula Halasy Sándor Lumniczer Sándor Dora | ?         | Germania     | ?         | Gran Bretagna | ?         |

## Medagliere
Nazione ospitante
| Posiz. | Nazione       | Oro | Argento | Bronzo | Totale |
| ------ | ------------- | --- | ------- | ------ | ------ |
| 1      | Ungheria      | 1   | 1       | 0      | 2      |
| 2      | Polonia       | 1   | 0       | 0      | 1      |
| 3      | Germania      | 0   | 1       | 1      | 1      |
| 4      | Gran Bretagna | 0   | 0       | 1      | 1      |